# Jiangchuanlu
Jiangchuanlu är ett stadsdelsdistrikt i Kina. Det ligger i Minhang i storstadsområdet Shanghai, i den östra delen av landet, omkring 25 kilometer söder om den centrala stadskärnan. Antalet invånare är 185 991. Befolkningen består av 86 528 kvinnor och 99 463 män. Barn under 15 år utgör 8,0 %, vuxna 15-64 år 80 %, och äldre över 65 år 11,0 %.